# Цепле (Поморське воєводство)
Цепле (пол. Ciepłe, нім. Warmhof) — село в Польщі, у гміні Ґнев Тчевського повіту Поморського воєводства.
Населення — 322 особи (2011).
У 1975-1998 роках село належало до Гданського воєводства.

## Демографія
Демографічна структура станом на 31 березня 2011 року:
|          | Загалом | Допрацездатний вік | Працездатний вік | Постпрацездатний вік |
| -------- | ------- | ------------------ | ---------------- | -------------------- |
| Чоловіки | 163     | 40                 | 113              | 10                   |
| Жінки    | 159     | 33                 | 97               | 29                   |
| Разом    | 322     | 73                 | 210              | 39                   |